# غراهام سكوت
غراهام سكوت (بالإنجليزية: Graham Scott)‏ هو لاعب كرة قدم أسترالي، ولد في 16 أكتوبر 1946. لعب مع نادي سانت كيلدا لكرة القدم.

## وصلات خارجية
- غراهام سكوت على موقع AustralianFootball.com (الإنجليزية)
- غراهام سكوت على موقع AFLtables.com (الإنجليزية)